# Sixto IV
Sixto IV (en latín: Sixtus PP. IV), de nombre secular Francesco Della Rovere (Celle Ligure, 21 de julio de 1414-Roma, 12 de agosto de 1484) fue el papa 212.º de la Iglesia católica, desde el 9 de agosto de 1471 hasta su muerte.

## Biografía

### Orígenes
Francesco della Rovere nació en 1414 en la villa Pecorile de Celle Ligure, donde sus padres se habían establecido provisionalmente huyendo de una epidemia de peste que asolaba la ciudad de Savona en la que residían.
Su padre fue Leonardo della Rovere, mencionado en algunas actas notariales contemporáneas como accimator panni (cardador de paños); su madre Luchina Monleone pertenecía a una familia genovesa exiliada en 1317 y enriquecida con el comercio.
La condición social y económica de la familia no está clara.  Fue probablemente de extracción modesta, aunque algunos de sus panegiristas la definieron como "ilustre, egregia y antiquísima", mientras sus detractores la señalaron como "bajísima y vil".
Tuvo dos hermanos, Raffaello y Bartolomeo, cinco hermanas, Luchina, Franchetta, Pellina, María y Bianca, y numerosos sobrinos que después de su ascenso al pontificado fueron relevantes en la historia italiana.
Los Della Rovere de Savona no tenían relación de parentesco con los del Piamonte, que mantenían la señoría de Vinovo.

### Estudios
A los nueve años de edad fue encomendado a la tutela de Giovanni da Pinerolo en el convento de los franciscanos de Savona, donde después de aprender la Gramática, Retórica y Dialéctica tomó los votos a los quince. Prosiguió sus estudios de Filosofía natural con Galasso da Napoli en el convento de Chieri, los de Metafísica, Moral, Lógica y Filosofía en la Universidad de Pavía, y los de Teología en la de Bolonia con Giacomo Testori da Siena y Andrea da Nola como profesores. Ordenado presbítero en 1439, en 1444 se doctoró en Teología en la Universidad de Padua.
Fue profesor en las universidades de Padua, Bolonia, Florencia, Siena, Perugia y Roma.

### Carrera eclesiástica
Entre 1460 y 1464 fue vicario del ministro general Giacomo da Sarzuela y procurador de la orden en Roma.  En 1464 fue elegido ministro general por el capítulo general.
A instancias de Basilio Besarión, de quien era confesor, en el consistorio de septiembre de 1467 el papa Paulo II le creó cardenal del título de San Pietro in Vincoli.

## Pontificado

### Elección
La repentina muerte de Paulo II motivó que siete de los veinticinco cardenales que formaban el Colegio Cardenalicio se encontraran ausentes de Roma.  De los asistentes al cónclave destacaron como papables Estouteville, Besarión, Calandrini y Roverella, pero en el escrutinio del día 9 de agosto Francesco della Rovere sumó los suficientes votos para ser elegido papa, según algunos autores gracias a la intermediacion de su sobrino Pietro que oficiaba como su conclavista.
Después de recibir la consagración episcopal, fue coronado papa el domingo 25 de agosto de 1471 con el nombre de Sixto IV.

### Nepotismo

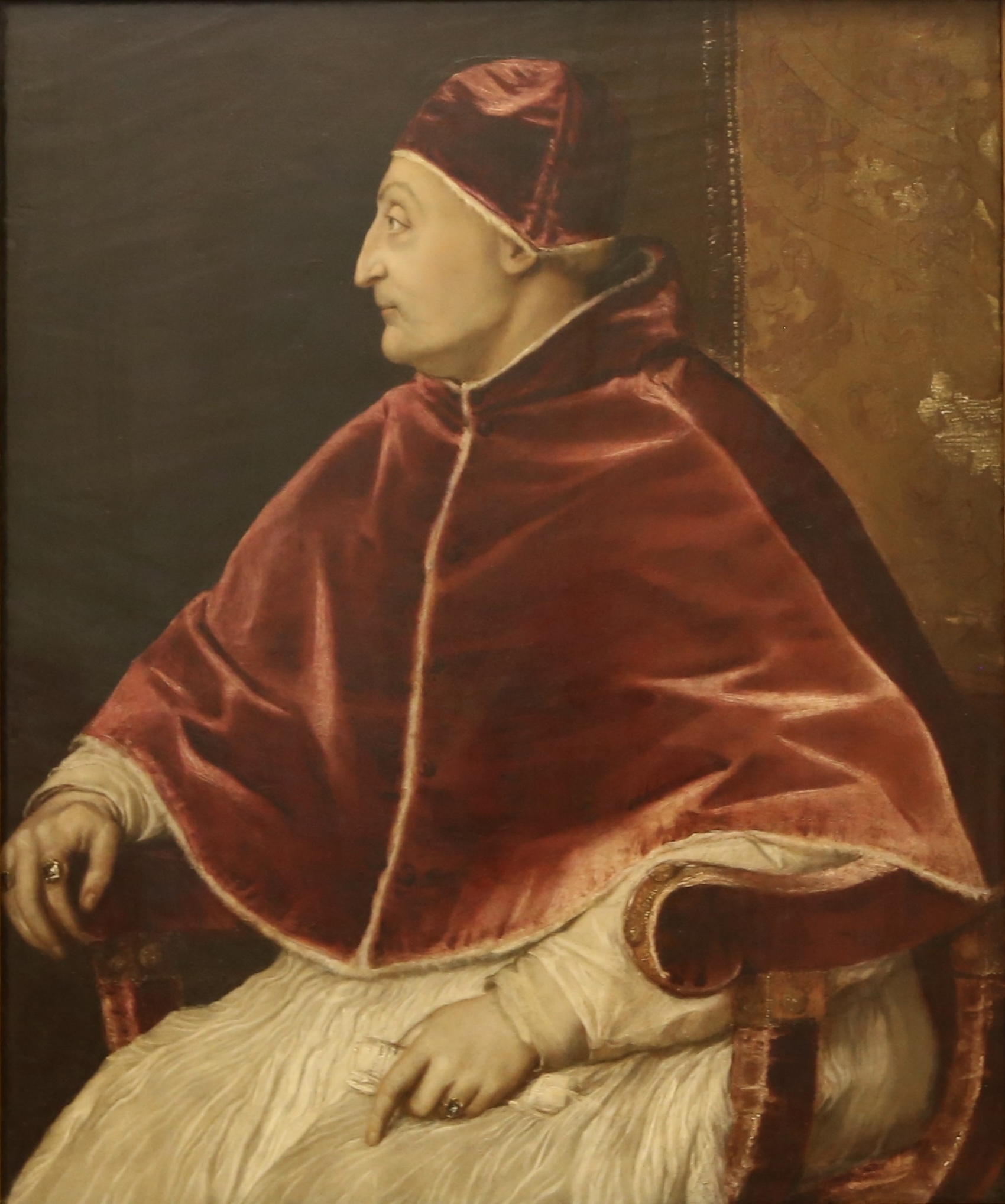
Retrato por Tiziano, 1540.

El nepotismo de los papas había sido una costumbre aceptada al menos desde el siglo XI y seguiría siéndolo dos siglos más, con una justificación válida en su contexto histórico: en el siglo XV el papa no era solo el jefe espiritual de la Iglesia Católica, sino también el monarca de los Estados pontificios; como tal debía ocuparse de los asuntos temporales igual que cualquier otro príncipe secular y su situación era tan insegura como la de cualquiera de éstos.  Rodeado de prelados de gran experiencia e influencia, de las poderosas familias baronales romanas que frecuentemente habían protagonizado enfrentamientos con el papado, y de los tiranos que mantenían el gobierno de facto en algunas comunas y frecuentemente enfrentado con otros países europeos, el pontífice necesitaba apoyarse en personas en cuya fidelidad pudiera confiar.
Sin embargo el nepotismo practicado por Sixto IV alcanzó la desmesura.  Con su ascenso al pontificado, gran parte de su numerosa parentela se estableció en Roma junto a la corte pontificia; su carácter fácil y generoso, forjado en la pobreza franciscana, su dificultad para rehusar las peticiones y su poco conocimiento del valor del dinero "del cual repartía a manos llenas, mientras le quedaba" le llevaron a colmar a la familia mediante la concesión de beneficios eclesiásticos, alianzas matrimoniales e infeudación de lugares de la iglesia.

Sobre la familia del Papa Róvere se derramó una verdadera lluvia de prebendas, expectativas, dispensas y otras diferentes gracias.

Sus sobrinos resultaron especialmente favorecidos: en el consistorio de diciembre de 1471 creó cardenales a los veinteañeros Pietro y Giuliano (contra las capitulaciones del cónclave de ese mismo año), y en los años siguientes a Cristoforo, Girolamo, Raffaelle y Domenico.  Bartolomeo fue nombrado obispo, Leonardo prefecto de Roma, Giovanni vicario de Senigallia, y Girolamo capitán general de la Iglesia y señor de Ímola y Forlí, estos tres últimos casados respectivamente con las hijas del rey de Nápoles, del duque de Urbino y del duque de Milán.  Sus otros siete sobrinos eran demasiado jóvenes para otorgarles puestos de relevancia. 

### Primera cruzada contra los turcos

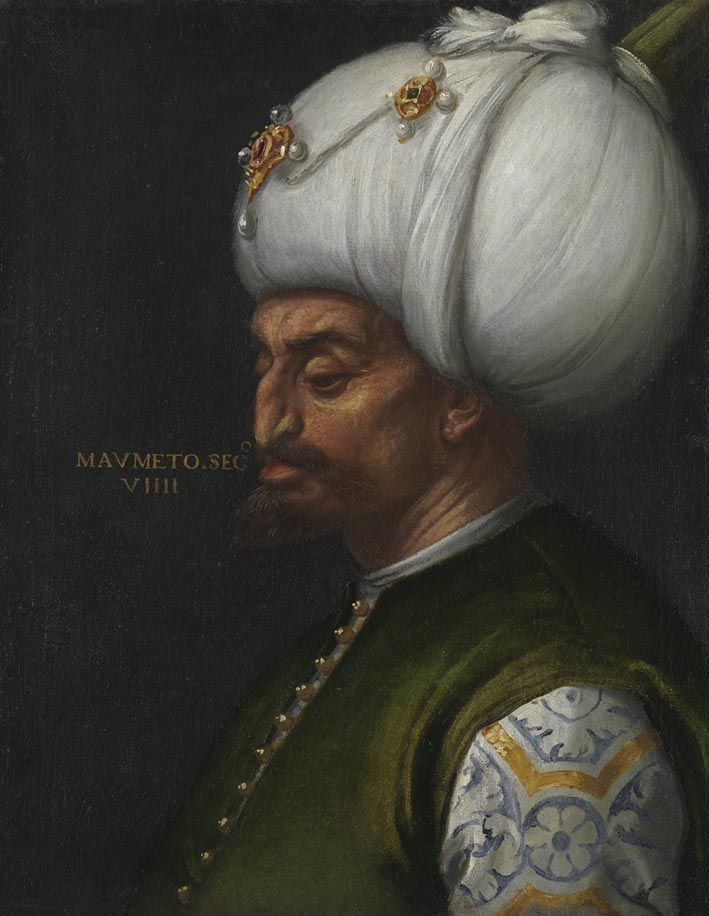
Mehmed II.

Paulo II había dejado una gran cantidad de joyas cuyo valor se estimó en un millón de ducados, que por las capitulaciones del cónclave se destinaron a la guerra contra los turcos del sultán Mehmed II.
Con el objetivo de unir a todas las potencias europeas en su cruzada, Sixto IV envió como legados a Besarión a Francia, Borgoña e Inglaterra, Marco Barbo a Alemania, Hungría y Polonia, Borgia a España, Capranica a Italia, y Oliverio Carafa a dirigir la escuadra naval que debía formarse con auxilio de Nápoles, y publicó una bula en la que incitaba a todos a la unidad.  La operación no salió bien: Francia y Borgoña estaban enemistadas, al igual que Hungría, Polonia y Bohemia, España inmersa en una guerra civil, y Federico III lento en sus resoluciones.  Siguió insistiendo el papa y en junio de 1472 la flota formada por Venecia, Nápoles y los Estados pontificios atacó Satalia y asoló Esmirna, pero las discrepancias entre los aliados no permitieron ir más allá.  Todavía en 1473 partió una nueva flota al mando de Lorenzo Zane, pero no pudo hacer mucho por haber sido derrotado su aliado Uzún Hasán.
Por las mismas fechas (junio de 1472) intentó un acercamiento entre católicos y ortodoxos con la celebración del matrimonio entre el príncipe Iván III de Rusia y Sofía Paleólogo, pero la intención de convertir la política religiosa moscovita resultó un fracaso.

### La enemistad con los Médici de Florencia

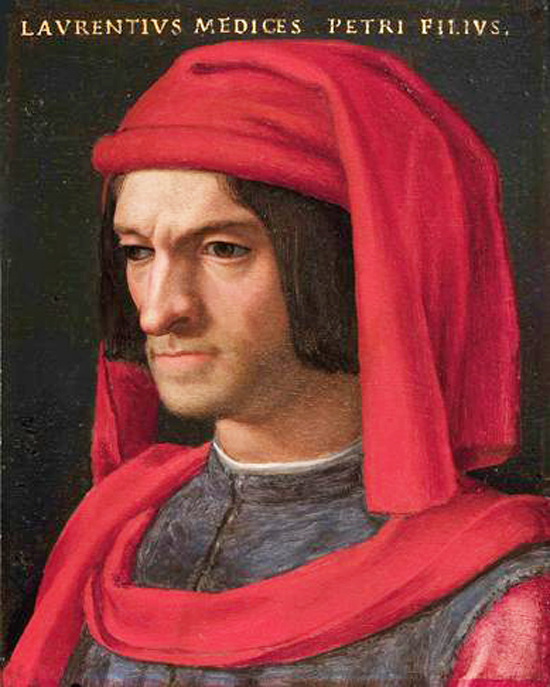
Lorenzo de Médici.

#### Origen de las desavenencias
Los desencuentros entre el papa Sixto IV y Lorenzo de Médici, que mantenía la signoria de Florencia, habían ido en aumento desde la llegada al pontificado del primero.  En 1472 Lorenzo había aprovechado la ayuda militar que el papa le había enviado en su guerra contra Volterra para destruir la ciudad, en 1473 había intentado impedir la compra a Galeazzo María Sforza de la ciudad de Ímola que el papa pensaba entregar a su sobrino Girolamo, en 1475 había apoyado a Niccolò Vitelli en la conquista de Città di Castello, que pertenecía a los Estados Pontificios, y en 1477 a Carlo Fortebraccio contra Siena. El papa quitó las finanzas de la Santa Sede a los Médici para entregarla a los Pazzi y dispuso que Lorenzo debía ser apartado del gobierno de Florencia. 

#### El atentado contra los Médici
En abril de 1478 el arzobispo de Pisa Francesco Salviati, Francesco de' Pazzi, Jacopo de' Pazzi y varios cómplices, apoyados por las tropas de Giovanni Battista de Montesecco, condotiero del papa, llevaron a cabo un atentado en el que Lorenzo resultó herido y su hermano Giuliano muerto.  En los alborotos que siguieron, los conjurados fueron linchados por la muchedumbre o ahorcados por la justicia florentina. 

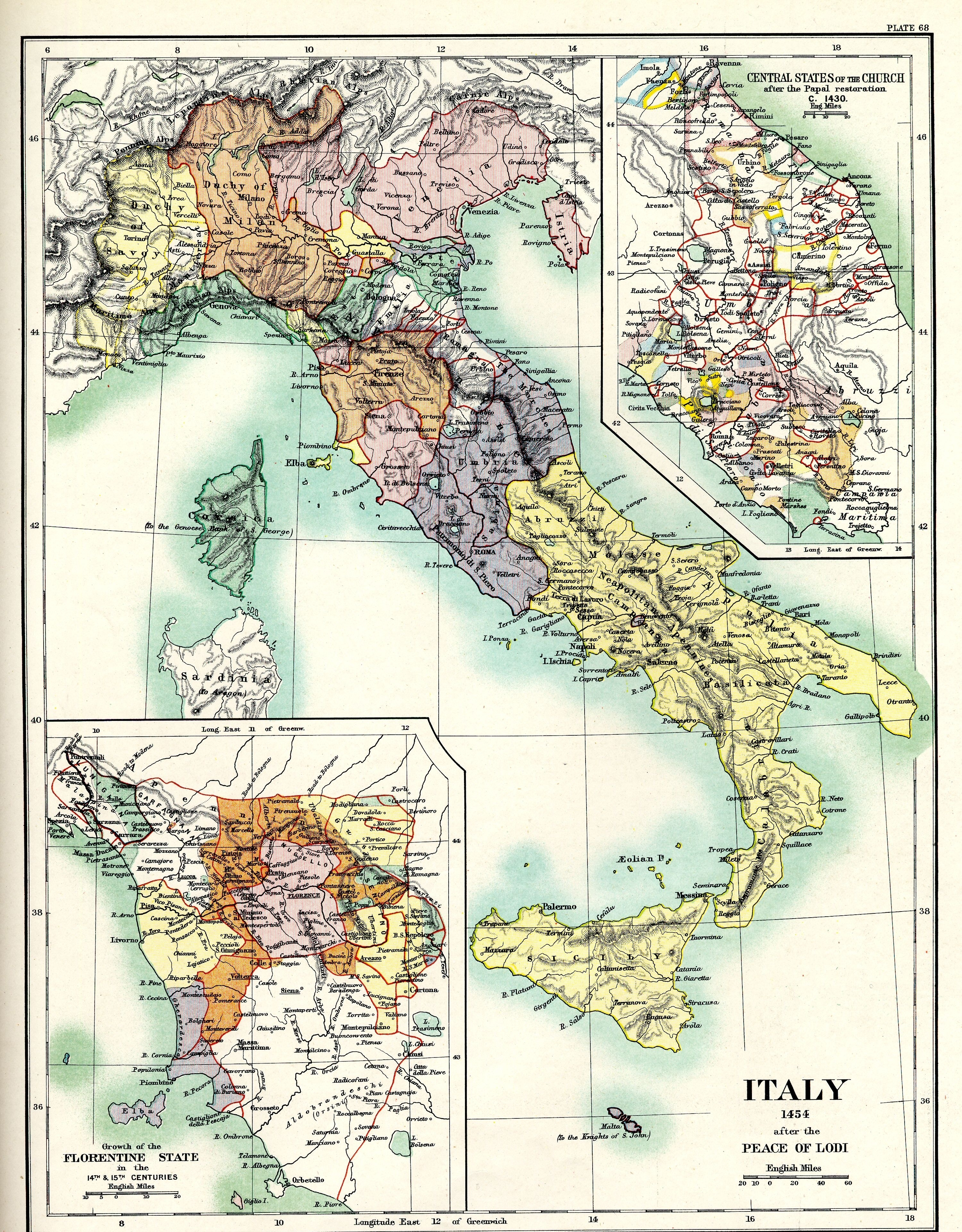
Italia en 1454.

#### La guerra de Toscana
La muerte de Salviati y la de varios prelados más y el encarcelamiento de su sobrino Raffaelle, violando la inmunidad eclesiástica de la que debían gozar, llevó al papa a decretar la excomunión de Lorenzo y a exigir a los florentinos su destierro, y ante la negativa de éstos, en julio de 1478, aliado con Nápoles y Siena, ordenó atacar Florencia, que contaba con el apoyo de Venecia, Milán y Francia.  
Comprendiendo que Florencia sería incapaz de resistir por la fuerza militar, Lorenzo buscó y consiguió en 1480 un acuerdo de paz bilateral con Ferrante de Nápoles, que no fue del agrado del papa.

### Segunda cruzada contra los turcos
La guerra de Toscana quedó en segundo plano cuando en el verano de 1480 los turcos atacaron Rodas, tomaron Otranto y masacraron a sus habitantes, y se hizo necesario centrar la atención en el peligro de las guerras otomanas en Europa y en la necesidad de unidad entre todos los estados italianos mediante la promulgación de nuevas bulas.
La defensa de Rodas por Pierre d'Aubusson, la muerte del sultán Mehmed II en mayo de 1481 y la disputa por el trono de sus hijos Bayezid II y Cem, y la recuperación de Otranto por la flota dirigida por Paolo Fregoso en septiembre del mismo año alejaron de Italia el peligro de los otomanos.

### La Inquisición española
A petición de Fernando II de Aragón, el 1 de noviembre de 1478 emitió la bula Exigit Sincerae Devotionis Affectus, que estableció un inquisidor en Sevilla.  Sin embargo, el pontífice luchó contra el protocolo y las prerrogativas jurisdiccionales de la Inquisición; desaprobó sus excesos y tomó varias medidas para condenar los abusos que se registraron en 1482.

### La guerra de Ferrara
La deslealtad del rey de Nápoles durante la guerra de Toscana y el apoyo del duque de Ferrara Hércules I de Este a los florentinos motivó la desconfianza del papa hacia ambos; entretanto, Girolamo Riario había aprovechado la muerte de Pino III Ordelaffi y la debilidad de su hijo Sinibaldo para adueñarse de Forli, y ahora tenía su ambición puesta en Faenza, y tío y sobrino buscaron la alianza de la República de Venecia, ofreciéndole Ferrara a cambio de su ayuda militar.  A la liga papal se unieron Génova, el marqués de Montferrato Guillermo VIII y el conde de San Secondo Pier Maria II de' Rossi, mientras Ferrara y Nápoles encontraron el apoyo de Milán, Florencia, el marqués de Mantua Federico I Gonzaga, Giovanni II Bentivoglio de Bolonia y Federico de Urbino.  
Entretanto se habían encendido nuevamente en Roma los enfrentamientos entre los Colonna y Della Valle, por un lado, y los Orsini y Santacroce, por otro, y ambos bandos se aliaron, los primeros con Nápoles y los segundos con el papa. 
En abril de 1482 Ferrante de Nápoles metió sus tropas en los Estados Pontificios con el pretexto de defender a los Colonna; en junio, su hijo Alfonso de Calabria puso su campamento a vista de Roma, pero en julio las fuerzas venecianas dirigidas por Roberto Malatesta le hicieron retirarse y en agosto le derrotaron en Campomorto.   En diciembre pontificios y napolitanos firmaron un tratado de paz, pero Venecia se negó a aceptarlo, deseando todavía ampliar su territorio con el de Ferrara, y la guerra prosiguió, esta vez con todos los participantes, incluido el papa, aliados contra Venecia.  
La paz de Bagnolo firmada en julio no fue del agrado del papa, por ser ventajosa a los venecianos.

## Muerte

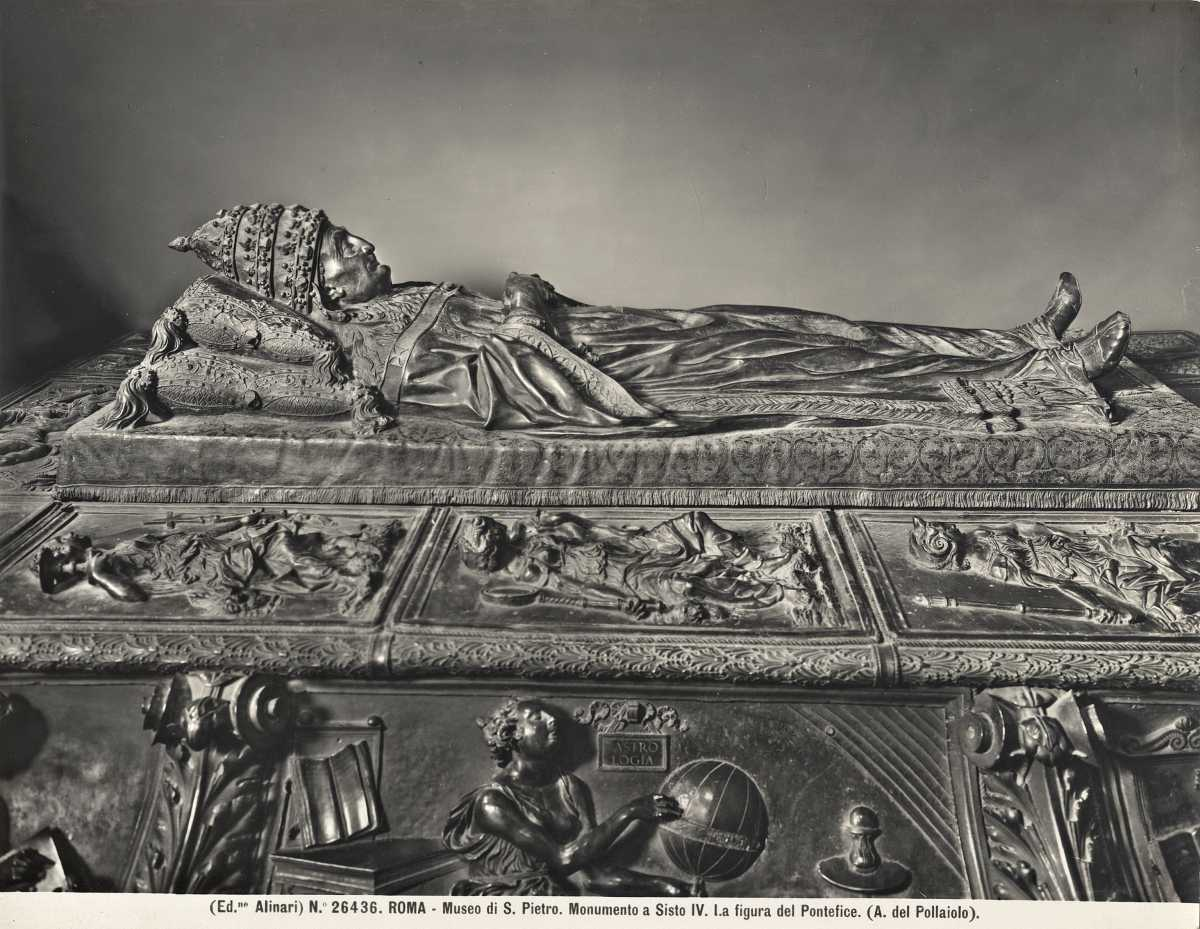
Imagen yaciente del papa Sixto IV en su sepulcro, obra de Antonio Pollaiolo.

Ya desde marzo de 1484 la salud del papa había empezado a flaquear y el curso de los acontecimientos no ayudaba; a mediados de junio tuvo una violenta fiebre y a principios de agosto sufrió un fuerte ataque de gota.  El consistorio convocado para el 11 de agosto tuvo que suspenderse, y en la madrugada del 12 murió.
Fue sepultado en la Basílica de San Pedro, donde su sobrino Giuliano mandó erigir un imponente sepulcro de bronce obra de Antonio Pollaiolo, terminado en 1493, que en 1635 se trasladó a la capilla del sacramento.

### Otras realizaciones

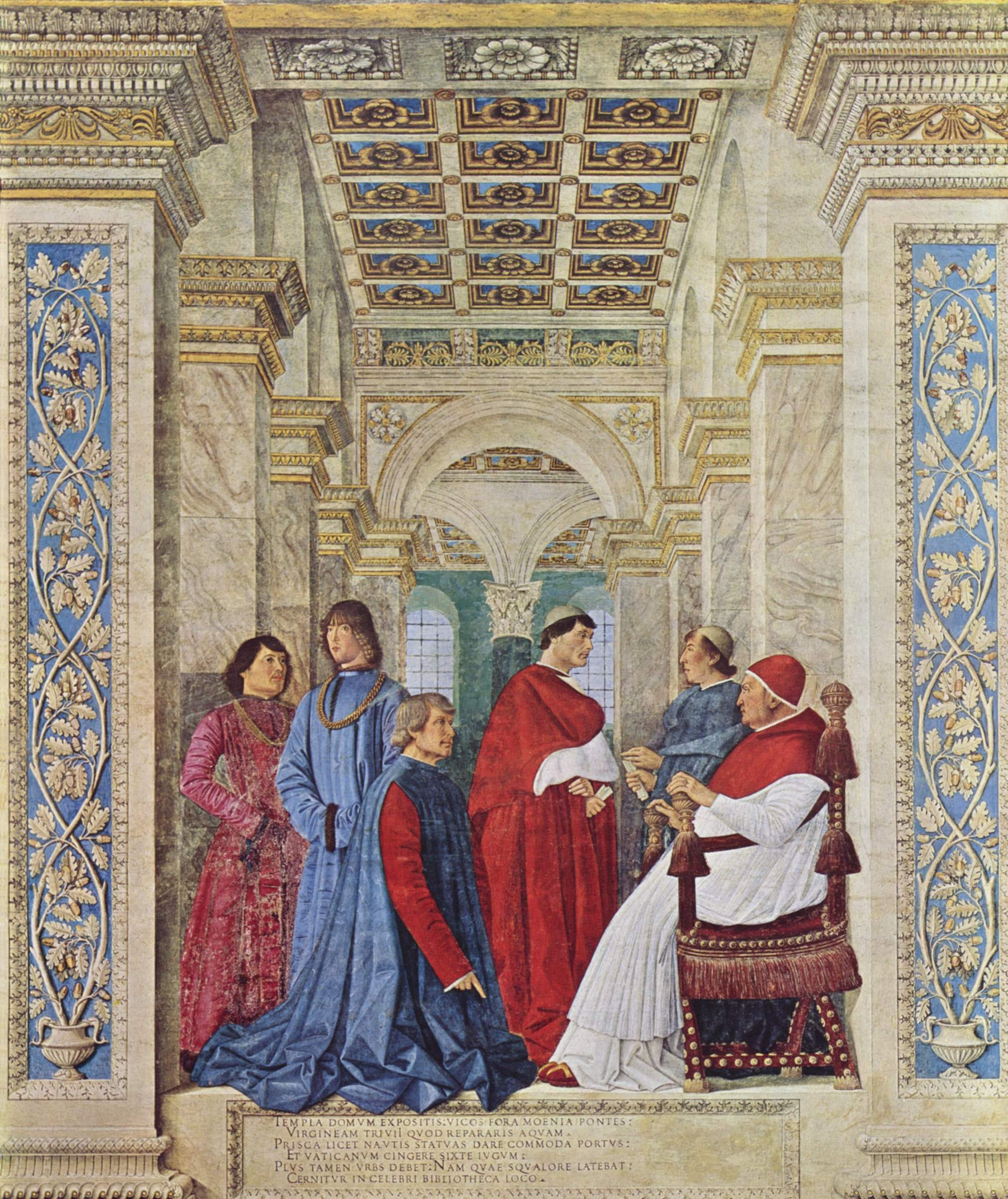
Sixto IV nombra a Bartolomé Platina prefecto de la Biblioteca Vaticana, fresco de Melozzo da Forlì (c. 1475, Pinacoteca Vaticana)

En asuntos eclesiásticos, Sixto IV instituyó la celebración del día de la Inmaculada Concepción de la Virgen María el 8 de diciembre. Anuló de manera formal en 1478 los decretos reformistas del Concilio de Constanza.
Fue uno de los principales artífices del Renacimiento, siendo responsable de llevar a Roma un equipo de artistas para trabajar en la Capilla Sixtina, que le debe su nombre.
Como patrocinador cívico en Roma, según afirma el historiador laico Stefano Infessura, Sixto IV debe ser admirado. En la inscripción dedicatoria en el fresco por Melozzo da Forlí en el Palacio Vaticano se lee: "Le diste a tu ciudad templos, calles, plazas, fortificaciones, puentes y restauraste el Aqua Vergine hasta el Trevi..."
Además de restaurar el acueducto que le suministraba a Roma una alternativa a la insaluble agua de río que la había hecho famosa, restauró o reconstruyó más de treinta iglesias de la ciudad, entre ellas la de San Vitale (1475) y Santa María del Popolo. La Capilla Sixtina fue construida bajo su pontificado, junto con el Puente Sixtino –el primer puente, desde la antigüedad, que cruzaba el Tíber, que permitía una mejor integración del Vaticano con el corazón de la antigua Roma–. Todo esto fue parte de un plan urbanístico a gran escala realizado durante su papado, que también eliminó los mercados del Campidoglio, trasladándolos a la plaza Navona en 1477 y en una bula de 1480, decretó el ensanche de las calles y la primera pavimentación desde la era imperial.
Al comienzo de su papado, en 1471, reunió varias esculturas de la época romana que supusieron el inicio de la colección papal de arte que se convertiría en las colecciones de los Museos Capitolinos. Además reinauguró, enriqueció y agrandó la Biblioteca Vaticana. Solicitó a Regiomontanus que reorganizara el Calendario juliano y llamó a Josquin Des Pres a Roma para que interpretara su música.

### Canonizaciones
Durante su pontificado, Sixto IV canonizó a Buenaventura de Fidanza (1482).

## Cardenales de Sixto IV

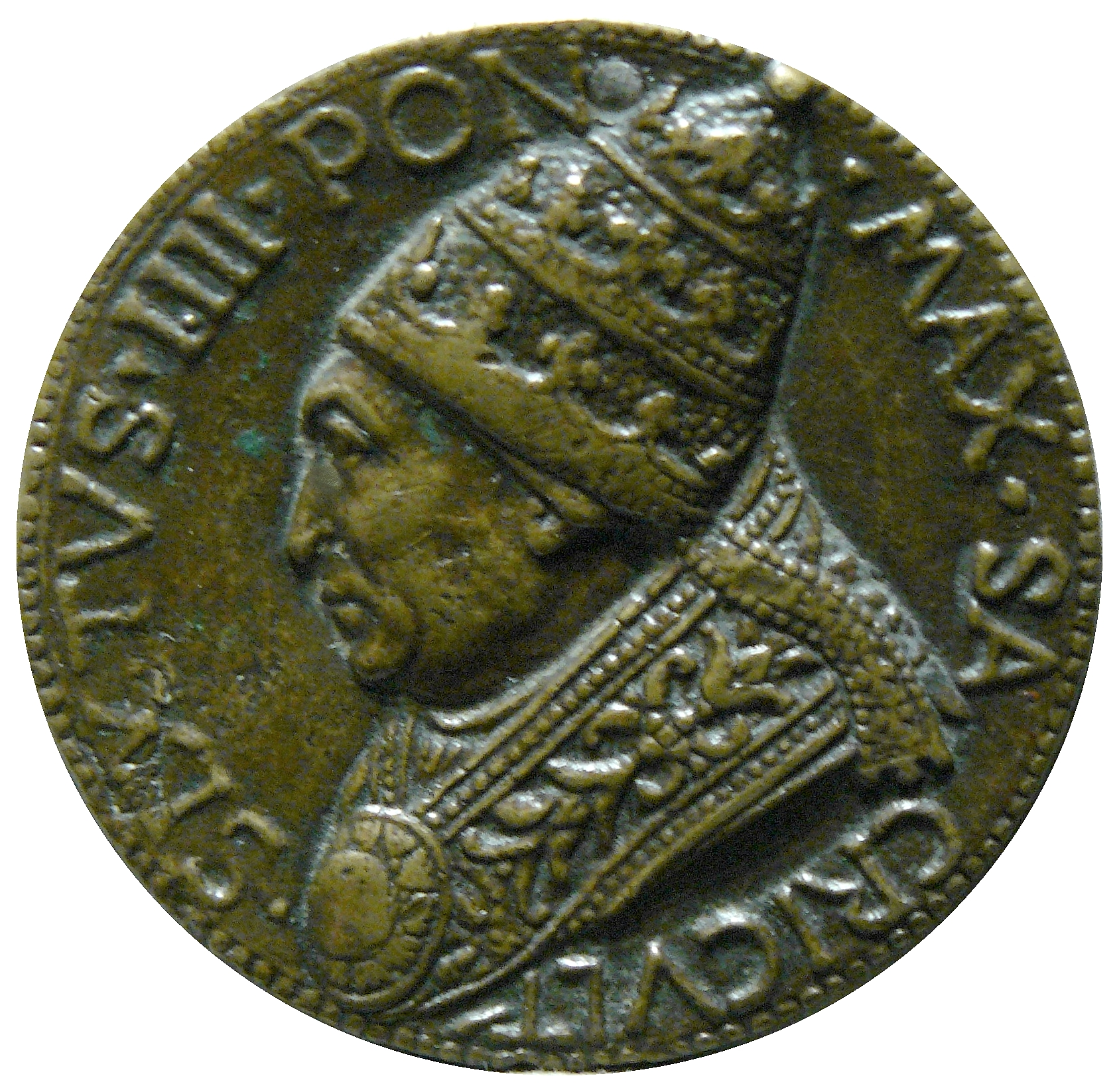
Medalla con la efigie de Sixto IV (c. 1480, museo del Louvre)

Al morir Sixto IV, el cónclave de cardenales que se reunió para elegir su sucesor sumaba treinta y dos integrantes, un número mayor que el de cualquier otro desde el final del siglo XII. De los mismos, solamente había tres cardenales nombrados antes de la época de Paulo II (1464-1471): los dos sobrinos de Calixto III (1455-1458), Rodrigo Borgia y Luis Juan del Milá, y el sobrino de Pío II (1458-1464), Francesco Piccolomini. Se encontraban, además, seis cardenales nombrados por Paulo II: Thomas Bourchier, Oliviero Caraffa, Marco Barbo, Jean Balue, Giovanni Battista Zeno y Giovanni Michiel. Los otros veintitrés fueron elevados al cardenalato por Sixto IV: Giuliano della Rovere, Stefano Nardini, Pedro González de Mendoza, Giovanni Battista Cibo, Giovanni Arcimboldi, Philibert Hugonet, Jorge da Costa, Charles de Bourbon l'ancien, Pierre de Foix le jeune, Girolamo Basso della Rovere, Gabriele Rangoni, Pietro Foscari, Juan de Aragón, Rafael Sansoni Riario, Domenico della Rovere, Paolo Fregoso, Giovanni Battista Savelli, Giovanni Colonna, Giovanni Conti, Juan Margarit, Giangiacomo Sclafenati, Giovanni Battista Orsini, y Ascanio Sforza.